# Ishigaq
Na mitologia Inuit, os Ishigaq eram pequenas pessoas, semelhante a fadas. Eles tinham quase 30 cm e não deixavam nenhuma pegada na neve porque eles eram muito leves ou flutuaram sobre o chão.